# Xã McHenry, Quận Foster, Bắc Dakota
Xã McHenry (tiếng Anh: McHenry Township) là một xã thuộc quận Foster, tiểu bang Bắc Dakota, Hoa Kỳ. Năm 2010, dân số của xã này là 51 người.